# Vuongejaure
Vuongejaure är en sjö i Krokoms kommun i Jämtland och ingår i Indalsälvens huvudavrinningsområde. Sjön har en area på 0,113 kvadratkilometer och ligger 867,4 meter över havet. Vid provfiske har öring fångats i sjön.

## Delavrinningsområde
Vuongejaure ingår i det delavrinningsområde (710210-138956) som SMHI kallar för Inloppet i Vuongejaure. Medelhöjden är 920 meter över havet och ytan är 1,34 kvadratkilometer. Det finns inga avrinningsområden uppströms utan avrinningsområdet är högsta punkten. Vattendraget som avvattnar avrinningsområdet har biflödesordning 4, vilket innebär att vattnet flödar genom totalt 4 vattendrag innan det når havet efter 340 kilometer. Avrinningsområdet består mestadels av kalfjäll (92 procent). Avrinningsområdet har 0,11 kvadratkilometer vattenytor vilket ger det en sjöprocent på 8,4 procent.